# Lopharcha curiosa
Lopharcha curiosa es una especie de polilla de la familia Tortricidae. Se encuentra en Assam, India.